# Гарахонай (національний парк)
Національний парк Гарахонай (ісп. Parque nacional de Garajonay) розташований в центральній частині острова Гомера, Канарські острови, Іспанія. Отримав статус національного парку в 1981 році, а в 1986 році був включений до списку Всесвітньої спадщини ЮНЕСКО. Площа парку становить 40 км². Назва парку походить від скелі Гарахонай, найвищої точки острова (1484 м н.р.м.). Невелике плато, розташоване на території парку знаходиться на висоті 790–1400 м н.р.м.
У парку ростуть добре збережені лаврові вологі субтропічні ліси (Монтеверде), в третинний період покривали більшу частину Європи. Подібні ліси, які також збереглися на Азорських островах і островах Мадейра, складаються з лаврових вічнозелених дерев, що досягають у висоти 40 м, під якими утворюється багата біота з трав'янистих рослин, підліска, безхребетних, птахів і кажанів. Багато видів рослин є ендемічними для Канарських островів. Ліси займають 70 % площі парку.

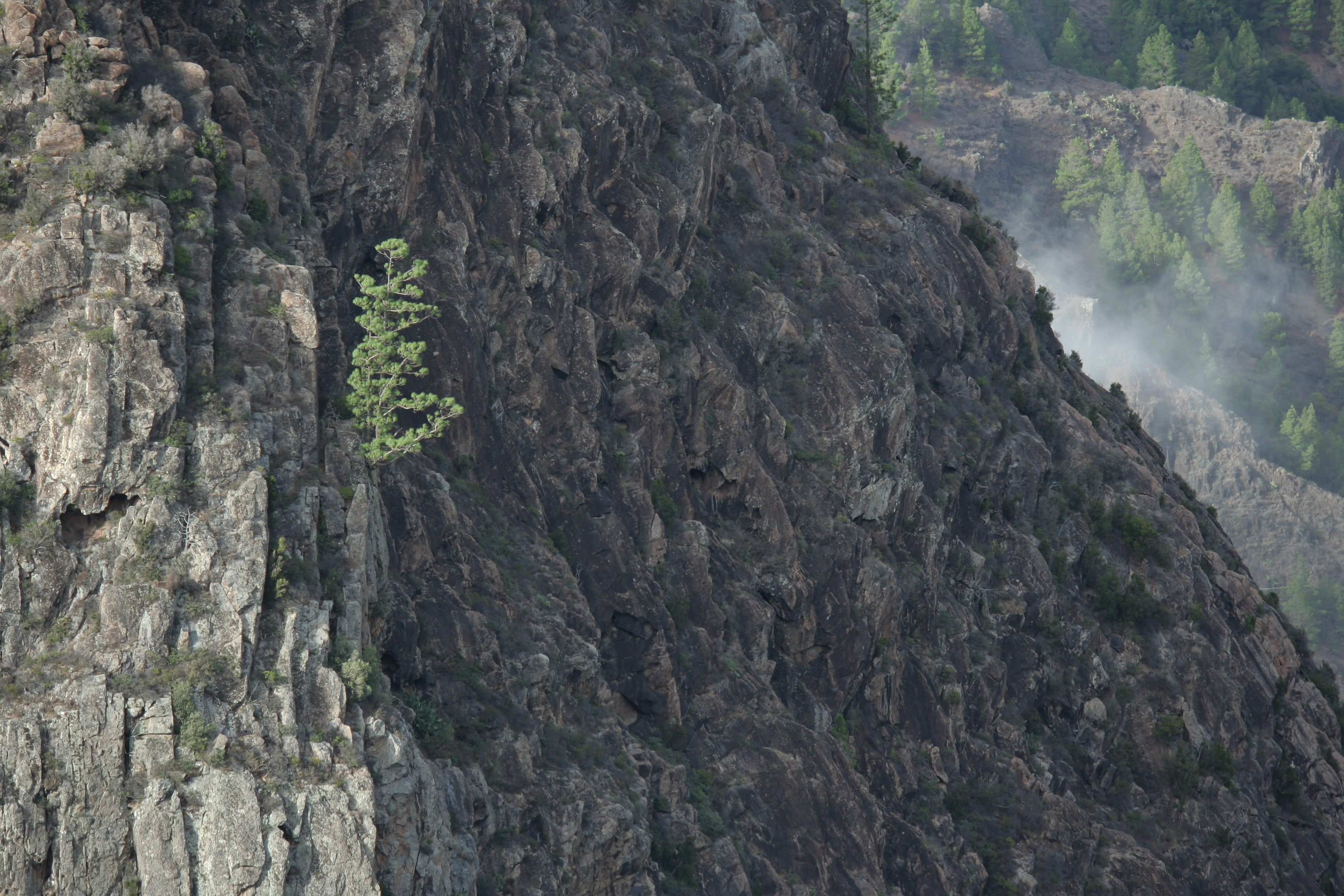
«Roque Ojila»
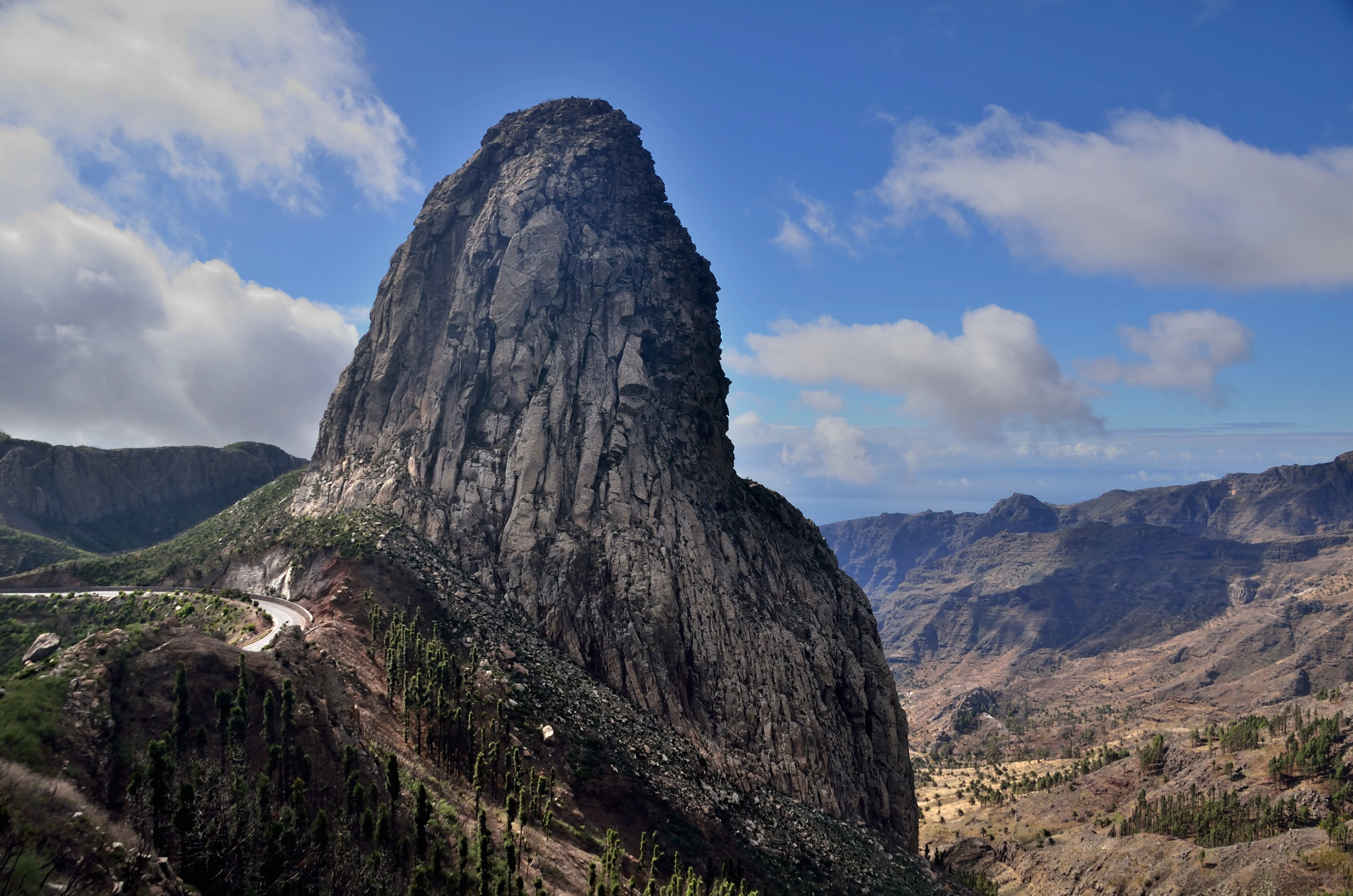
«Roque de Agando»
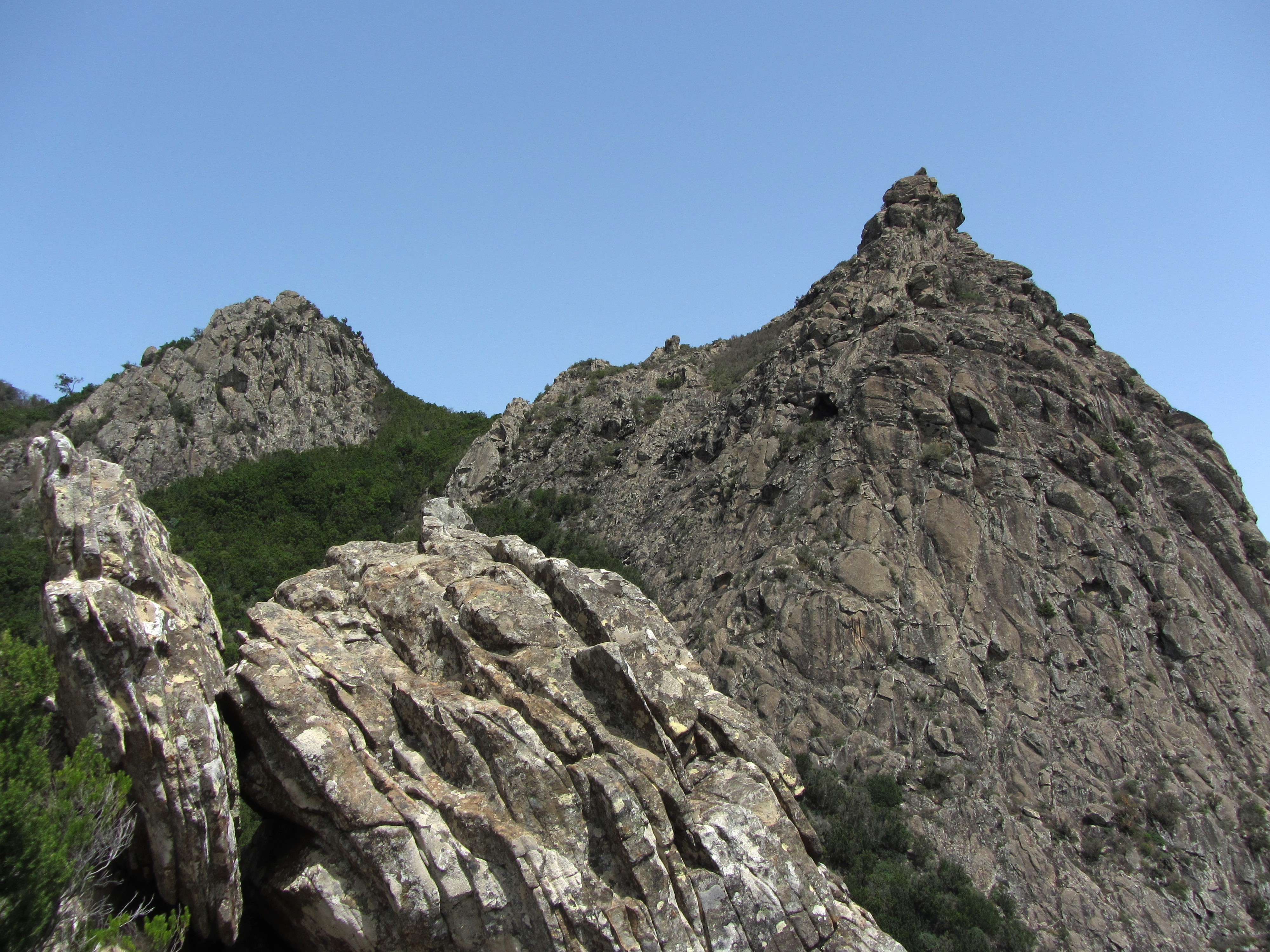
«Roque de La Zarcita»

## Гара і Хонай
Скалу і парк названо на честь гуанчських закоханих Гари і Хоная, чия історія нагадує історію Ромео і Джульєтта і Геро і Леандра. Гара була принцесою Агуло на острові Гомера. Під час фестивалю Беньєсмен неодружені дівчата Агуло за традицією дивилися на своє відображення у водах Чоррос-дель-Епіну. Якщо вода була чистою, то це означало, що вони знайдуть собі чоловіка. Якщо каламутною, то їм загрожує невдача в любовних справах. Коли Гара подивилася у воду, то вона чітко побачила своє відображення. Однак вона дивилася на нього занадто довго і сонце, що відбивалося від води, тимчасово засліпило її. Мудрець на ймення Геріан витлумачив це як те, що їй слід було уникати вогню, інакше він її поглине.
Хона був сином короля Адехе на Тенерифе, що прибув на острів для участі у фестивалі. Участь Хоная в іграх привернуло увагу Гари, яка закохалася в юнака. На жаль, коли було оголошено заручини, вулкан Тейде, який видно з острова Гомера почав вивергатися, неначе в знак несхвалення. Це було витлумачено як поганий знак і батьки молодих людей розірвали заручини. Хоная змусили повернутися на Тенерифе, але одного разу вночі він переплив протоку, що розділяє острови і возз'єднався зі своєю коханою. Батьки втікачів наказали знайти їх. Незабаром коханці були захоплені на горі, де вони вирішили разом звести рахунки з життям.

## Галерея

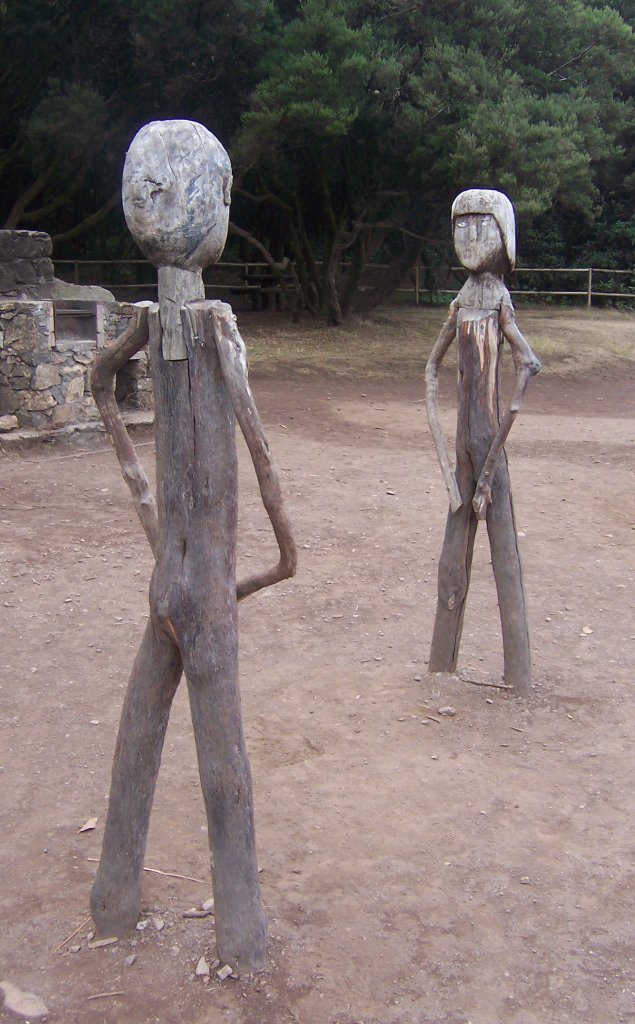
Дерев'яні статуї Гари і Хоная в парку
Розташування національного парку Гарахонай на острові
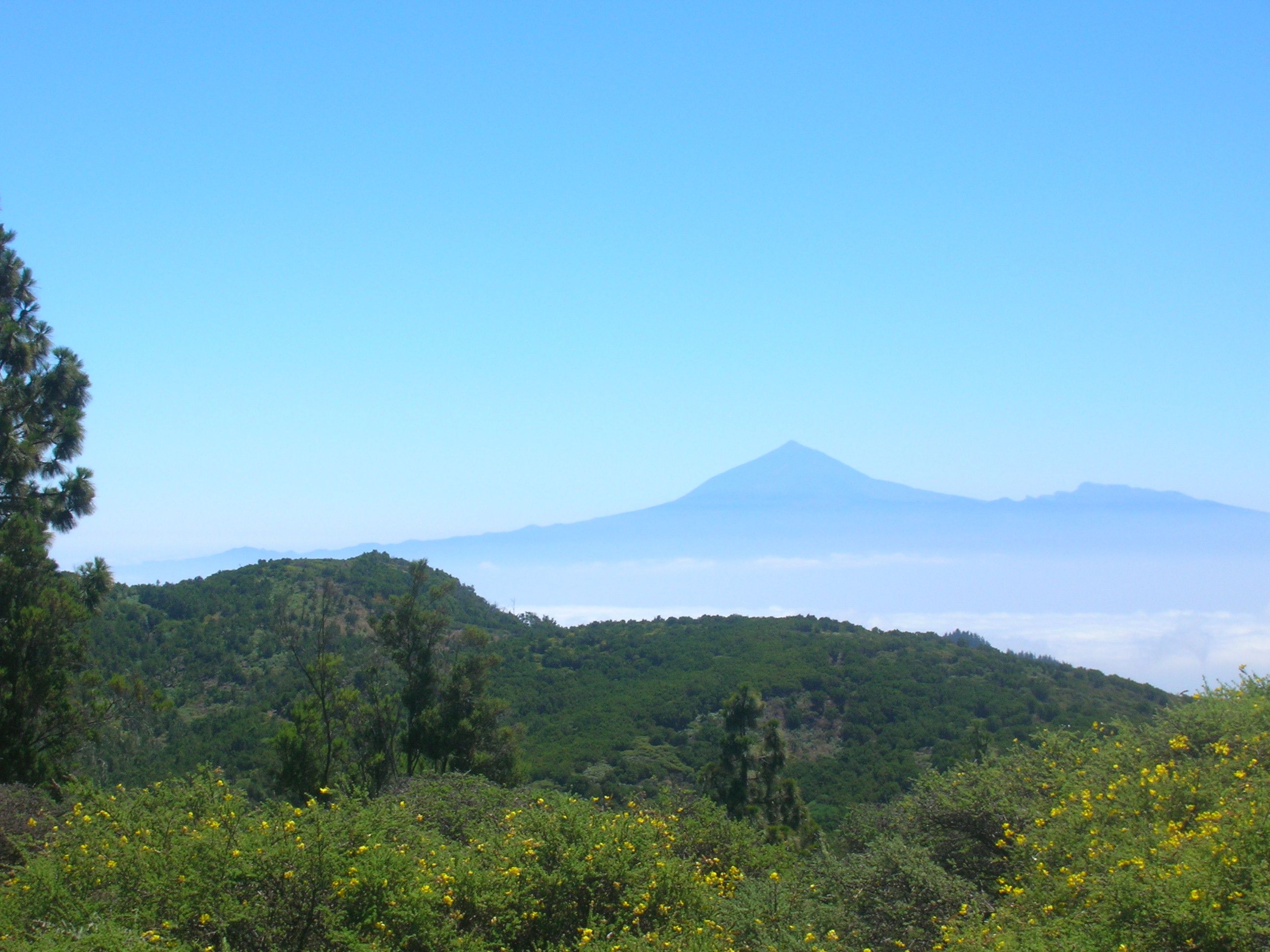
Вид на вулкан Тейде з парку Гарахонай
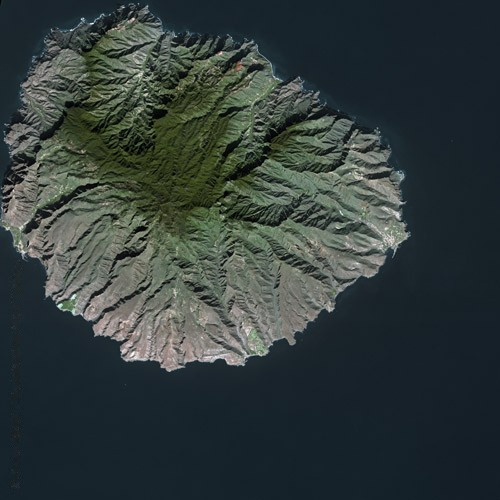
Вид на парк з космосу
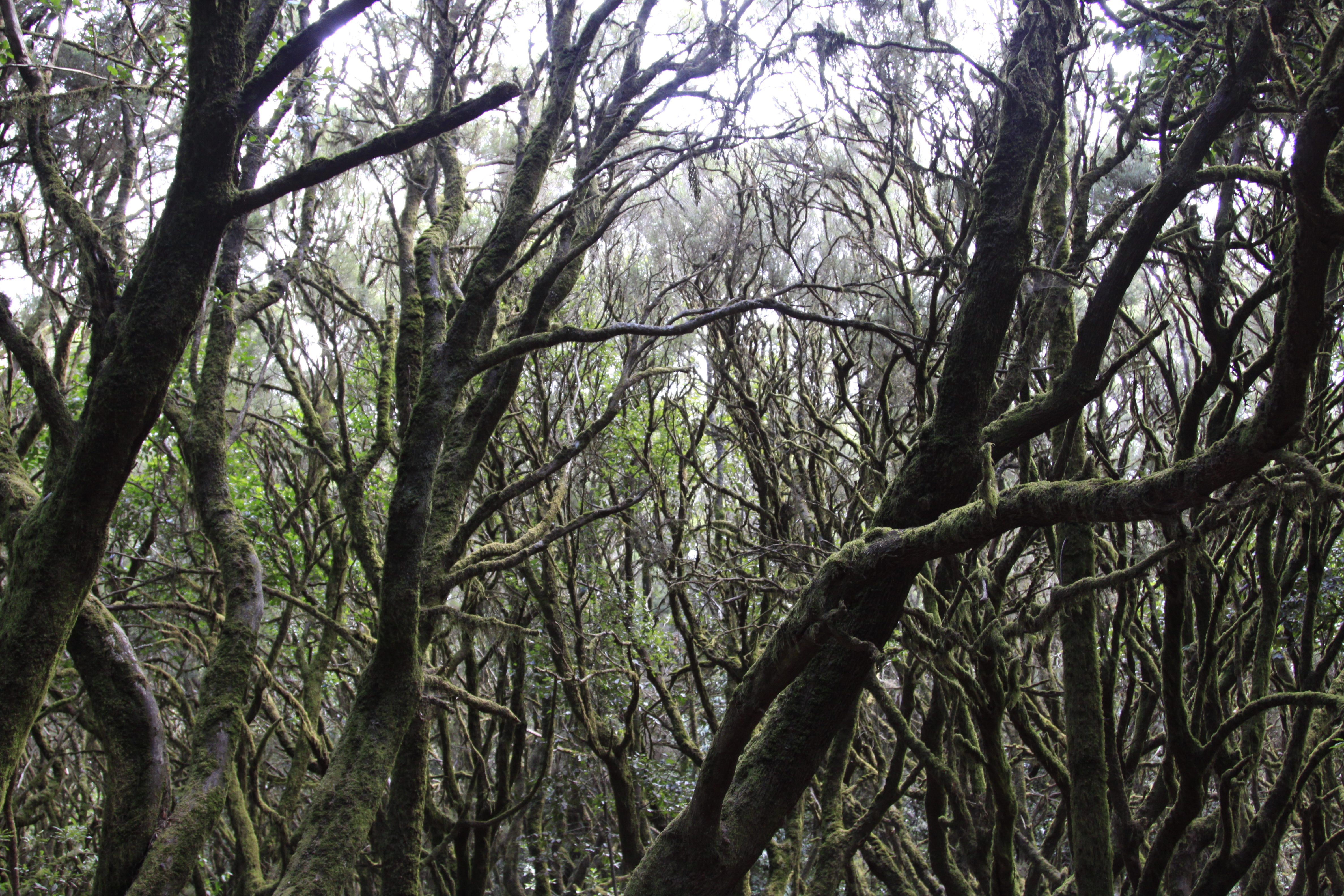
У лісі національного парку Гарахонай.

## Ресурси Інтернету
- Вікісховище має мультимедійні дані за темою:  Національний парк Гарахонай
- Гарахонай на сайті національних парків Іспанії [Архівовано 2 вересня 2011 у Wayback Machine.] (ісп.)
- UNESCO: Національний парк Гарахонай (Канарські острови)
- Легенда Гари і Хоная (ісп.)